# Sanctioned Suicide
Sanctioned Suicide (también conocido por sus iniciales como SS o SaSu) es un foro de Internet conocido y controvertido por su debate abierto y su promoción de la eutanasia, el suicidio y métodos de suicidio. El foro fue fundado el 18 de marzo de 2018 por tres autodenominados incels, Diego Joaquín Galante, Gerset Ricardo Linárez Ferrer y Lamarcus Small, quienes usan los seudónimos en línea Serge, Judah y Marquis. Galante y Small crearon el sitio web después de que Reddit prohibiera el subreddit r/SanctionedSuicide; tanto el sitio web como el subreddit han sido descritos como los sucesores del grupo de noticias de Usenet alt.suicide.holiday (de ahí proviene el seudónimo Ash). A septiembre de 2022, el foro tiene más de 25.000 miembros,: 13  recibiendo casi 10 millones de páginas vistas ese mismo mes. Aunque el foro se enmarca a sí mismo como un foro «pro-elección» del suicidio, ha sido ampliamente descrito como «pro-suicidio».: 2 
Sanctioned Suicide ha generado un escrutinio generalizado por parte de los medios de comunicación y los funcionarios gubernamentales por alentar el suicidio de los miembros del sitio, así como por la promoción del sitio del uso de nitrito de sodio con agua (similar al Kool-aid como método de suicidio, un método previamente poco conocido. Un informe de The New York Times encontró 45 personas entre adultos y niños que murieron en relación con el sitio, y un informe posterior encontró decenas más. La BBC ha identificado a 21 personas que murieron en relación con el sitio en el Reino Unido. El acceso al foro ha sido restringido en Italia y Alemania.

## Historia y antecedentes
El subreddit r/SanctionedSuicide y Sanctioned Suicide han sido descritos como los sucesores del grupo de noticias de Usenet alt.suicide.holiday.: 2  El 14 de marzo de 2018, r/SanctionedSuicide fue baneado por violar las reglas de Reddit sobre la promoción de la violencia,: 285  incitando a Galante y Small a crear el sitio el 18 de marzo de 2018.: 2  En enero de 2021, el registrador de nombres de dominio Epik prohibió el nombre de dominio .com original de Sanctioned Suicide, supuestamente por la presencia de menores en el sitio.: 285  Después de la prohibición, el sitio se movió a un nombre de dominio .org.: 285 

### Investigación deThe New York Times
Según los informes, Megan Twohey y Gabriel Dance de The New York Times descubrieron los nombres completos de los fundadores del sitio durante la violación de datos de Epik en octubre de 2021. Tras la violación, Twohey y Dance obtuvieron fotos de Galante y Small que coincidían con las apariencias anteriores de sus identidades seudónimas Serge y Marquis. Cuando fue contactado por The New York Times, Small declaró que no estaba involucrado con el sitio web, sugirió que su hermano podría administrar el sitio y negó que el nombre de su madre figurara en los registros policiales. Galante reconoció haber usado el seudónimo de Serge en el foro, pero negó haberlo fundado u operado, contradiciendo los registros del sitio que lo describían como cofundador y administrador del sitio web. Después de que The New York Times nombrara a los dos cofundadores, Galante y Small anunciaron sus renuncias como administradores y escribieron que entregaron el foro a un miembro con el nombre de usuario RainAndSadness.
En una entrevista con el Poynter Institute, Twohey afirmó que la decisión de nombrar el sitio web y los métodos de suicidio promovidos por el sitio fueron «dos de los mayores problemas éticos con los que nos hemos enfrentado». Luego de discusiones con expertos médicos, policías y familias, el equipo de The New York Times eligió nombrar el sitio web y el conservante una vez en el informe, para no elevar potencialmente el perfil del sitio web.

### Galante y Small
Galante y Small se describen a sí mismos como incels y dirigen una serie de foros relacionados con la cultura incel y la manosfera donde las discusiones de los miembros se caracterizan por tolerar, minimizar o defender la violencia contra las mujeres. Un informe de septiembre de 2022 del Center for Countering Digital Hate describió uno de los foros como el foro más grande dedicado a la ideología incel.: 11  En respuesta a un informe de BuzzFeed News de 2019 que reveló su conexión con los foros incel, Small afirmó que la moderación del sitio se manejaba independientemente de los sitios incel. Sanctioned Suicide ha sido señalado como el único foro dirigido por Galante y Small que no restringe el acceso de las mujeres.: 13  La investigación del New York Times también informó que Small enmarcó el sitio como parte de una lucha contra la censura después de que el sitio recibiera un escrutinio por varias muertes asociadas con el foro.

## Resumen del sitio

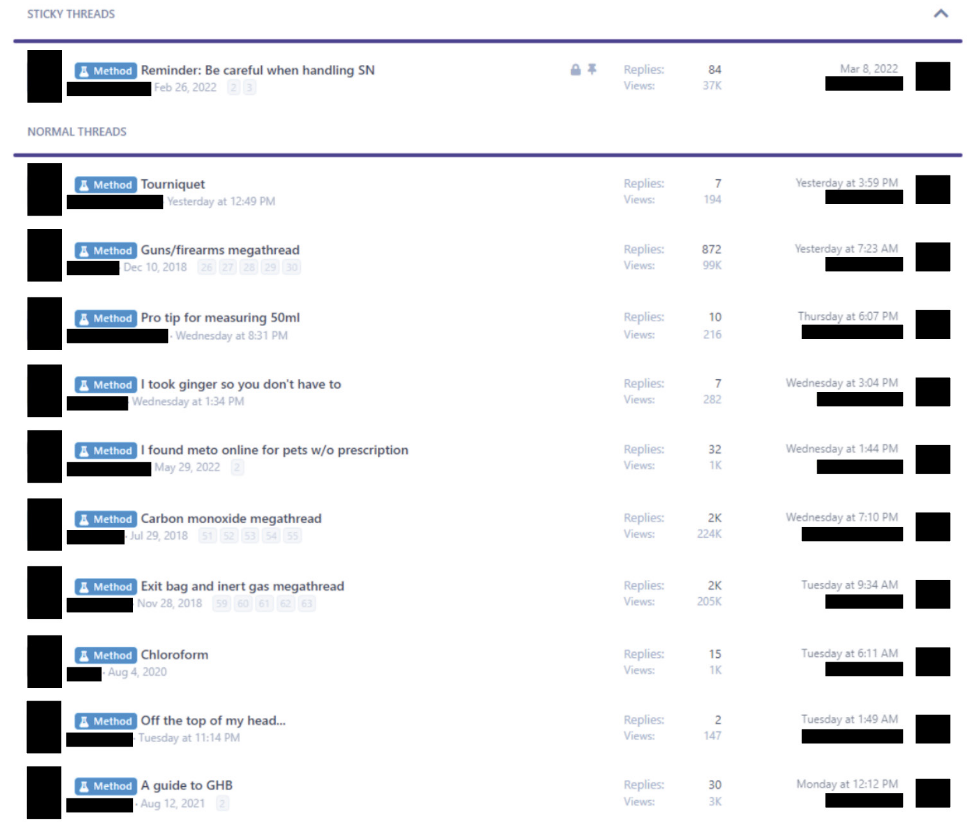
Captura de pantalla del foro Suicide Discussion.

El sitio está dividido en tres foros: Recovery, Suicide Discussion y Offtopic.: 4060  El foro Recovery («recuperación») alberga debates de apoyo relacionados con la recuperación, el foro Suicide Discussion («debate sobre suicidio») alberga debates sobre métodos de suicidio y el foro Offtopic («fuera de tema») alberga debates sobre pasatiempos y otros intereses generales.: 4060  El foro de discusión sobre suicidio es sustancialmente más popular que los otros dos foros,: 4060  incluyendo tanto discusiones detalladas sobre métodos de suicidio como estímulos para suicidarse, a lo que los usuarios se refieren con el eufemismo catching the bus («tomar el autobús»).: 13, 16  El sitio también alberga chats en vivo y mensajes privados.
Un estudio de abril de 2023 publicado por la Association for Computing Machinery encontró que la mayoría de los nuevos usuarios estaban activos solo en las primeras semanas después de crear sus cuentas y era más probable que sus primeras publicaciones fueran sobre suicidio y métodos: 4061–4062  Según una encuesta informal realizada en el sitio, la mitad de la base de usuarios del foro tenía 25 años o menos. El foro ha sido ampliamente descrito como pro-suicidio,: 2  aunque el sitio se enmarca a sí mismo como «pro derecho a decidir» y niega que aliente activamente el suicidio. Si bien el sitio incluye enlaces a líneas directas de prevención de suicidio y otros recursos de salud mental, Small señaló que es poco probable que los solicitantes de registro que solo buscaron el foro de recuperación sean aprobados.

## Muertes
Una investigación del New York Times de diciembre de 2021 identificó a 45 miembros que se suicidaron en relación con el sitio web, y un informe posterior encontró decenas más. En febrero de 2022, la BBC también identificó a 21 personas que murieron en relación con el sitio en el Reino Unido. La investigación del New York Times también identificó más de 500 hilos en los que los usuarios anunciaron sus planes de suicidio y posteriormente no continuaron publicando.: 1  Entre los identificados por The New York Times se encontraba una mujer de 22 años de Glasgow que se suicidó después de conocer a un hombre en el sitio que previamente había agredido sexualmente y asistido en el suicidio de varias otras mujeres a través del foro. En diciembre de 2022, se declaró culpable de conducta culpable e imprudente con un elemento sexual y, según los informes, es la primera persona en el Reino Unido condenada en relación con el sitio.
The New York Times también identificó a un australiano que se suicidó después de que miembros de Sanctioned Suicide se burlaran de él y sugirieran que debería filmar su muerte. Una investigación realizada por Australian Broadcasting Corporation sobre la misma muerte informó que su familia cree que el foro fue el factor decisivo en su muerte. Varios padres de niños que se suicidaron después de pasar tiempo en el sitio han pedido públicamente que se cierre el foro, incluido un grupo de Facebook con más de 1000 miembros.
En marzo de 2020, el sitio fue bloqueado de los resultados de búsqueda en línea en Alemania. Los fiscales en Italia bloquearon el acceso al sitio en junio de 2021 luego de la muerte de dos adolescentes italianos por suicidio. En diciembre de 2021, siete miembros de la Cámara de Representantes de los Estados Unidos escribieron al fiscal general Merrick Garland para aclarar qué medidas se podrían tomar contra el sitio según la ley de los Estados Unidos. Tras una declaración del Comité de Energía y Comercio de la Cámara de Representantes, Microsoft Bing respondió bajando la clasificación del sitio en sus resultados de búsqueda, sin embargo, tanto Google como Bing rechazaron las solicitudes para eliminar el sitio de los resultados de búsqueda sin un requisito legal. Si bien muchos estados de los Estados Unidos tienen leyes contra el suicidio asistido, la ley federal brinda inmunidad de responsabilidad a los operadores web por la mayoría del contenido generado por los usuarios. April Foreman, psicóloga de la junta ejecutiva de la Asociación Estadounidense de Suicidología, argumentó que, en lugar de bloquear el sitio, se deben crear mejores sistemas de apoyo para las personas con ideación suicida.
En respuesta a la investigación de The New York Times, la policía uruguaya inició una investigación contra Galante, que reside en Uruguay. Sin embargo, fuentes de la fiscalía señalaron que «es muy difícil que haya un delito» ya que la ley uruguaya exige la participación personal.